# Konfederacja Narodów Kaukazu

Flaga Konfederacji Narodów Kaukazu

Konfederacja Narodów Kaukazu (KNK) – zmilitaryzowana organizacja polityczna o charakterze międzynarodowym powstała w 1991 roku z inicjatywy prezydenta Czeczenii Dżochara Dudajewa. Pierwotnie jej nazwa brzmiała Konfederacja Górskich Narodów Kaukazu. Była ruchem bezpośrednio wymierzonym w Rosję, jako czynnik dominujący w tym rejonie świata, oraz przeciwko Gruzji. W 1992 roku przyjęła nazwę KNK. W jej skład, poza Czeczenią, weszły Adygeja, Dagestan, Kabardo-Bałkaria, Karaczajo-Czerkiesja i Osetia Północna. KNK wzywała narody Kaukazu do zerwania podpisanej w marcu 1992 umowy federacyjnej z Rosją i proklamowania niepodległości kaukaskich republik autonomicznych. Domagała się także utworzenia wspólnej dla całego regionu armii, mającej chronić interesy "zbuntowanych" republik. Za jeden z głównych celów stawiała także uznanie niepodległości walczącej wówczas z Gruzją Abchazji. Jednym z pierwszych państw, które zgodnie z doktryną KNK wystąpiło z Federacji Rosyjskiej i ogłosiło niepodległość, była Czeczenia.